# Neapolská pinie
Neapolská pinie nebo také borovice z Posillipa byl solitérní strom druhu Pinus pinea (borovice pinie), který byl do 80. let 20. století jedním ze symbolů města a vyskytoval se na většině pohlednic s panoramatickým výhledem na město Neapol a jeho záliv s Vesuvem v pozadí. Podle časopisu National Geographic byla neapolská pinie v době své existence nejznámějším stromem v Itálii.
Strom rostl ve svahu poblíž kostela Sant'Antonio ve čtvrti Posillipa (neapolsky Pusilleco) mezi Via Minucio Felice a pravotočivou via Orazio, odkud vysoká silueta jako by chránila celý záliv před žárem slunce. Místo bylo oblíbené pro fotografování novomanželských párů. Předpokládá se, že byl vysazen někdy po roce 1855.
V roce 1984 strom onemocněl a byl poražen. Po odstranění původního exempláře byla v roce 1995 ekologickou organizací Legambiente vysazena nová pinie na stejném místě.

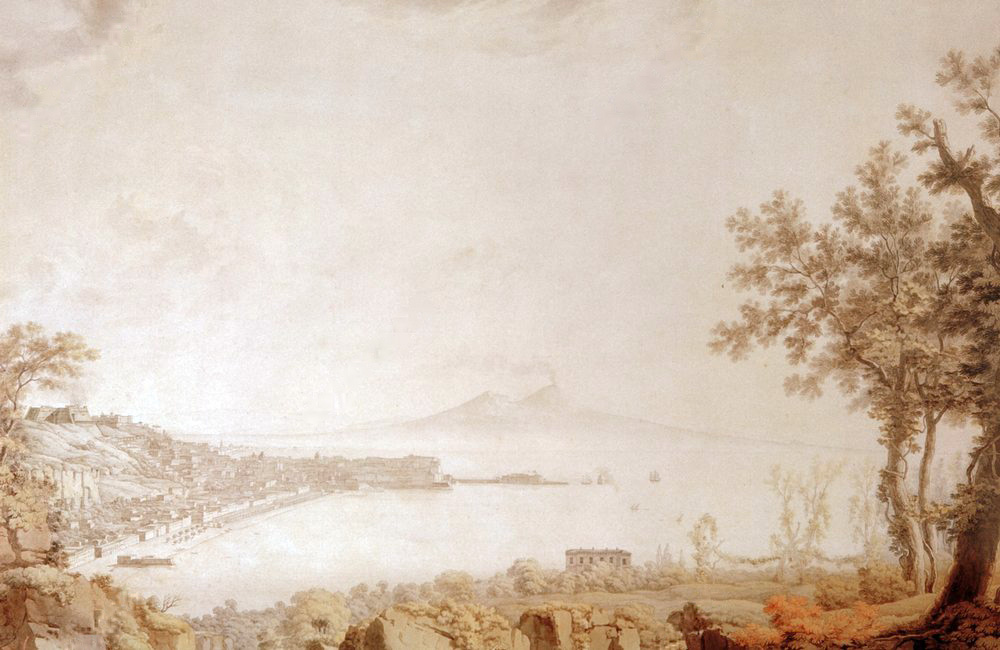
Akvarel z roku 1787 od Christopha Heinricha Kniepa (1755–1821)
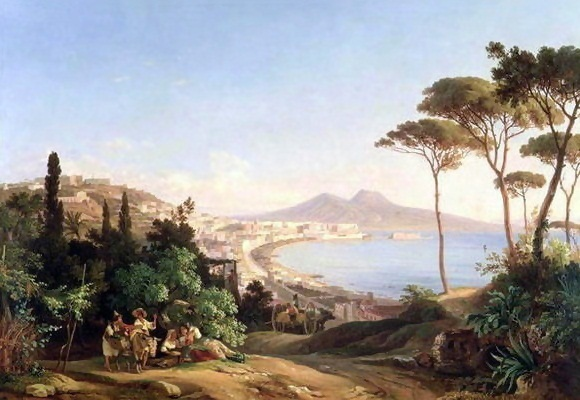
Malba z roku 1837 od Carla Wilhelma Götzloffa (1799-1866)
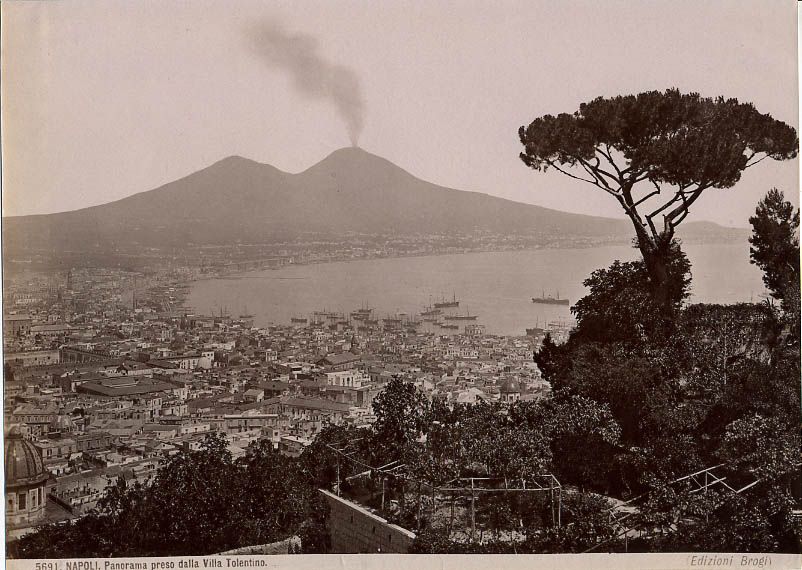
Fotografie Giacoma Brogiho (1822-1881)
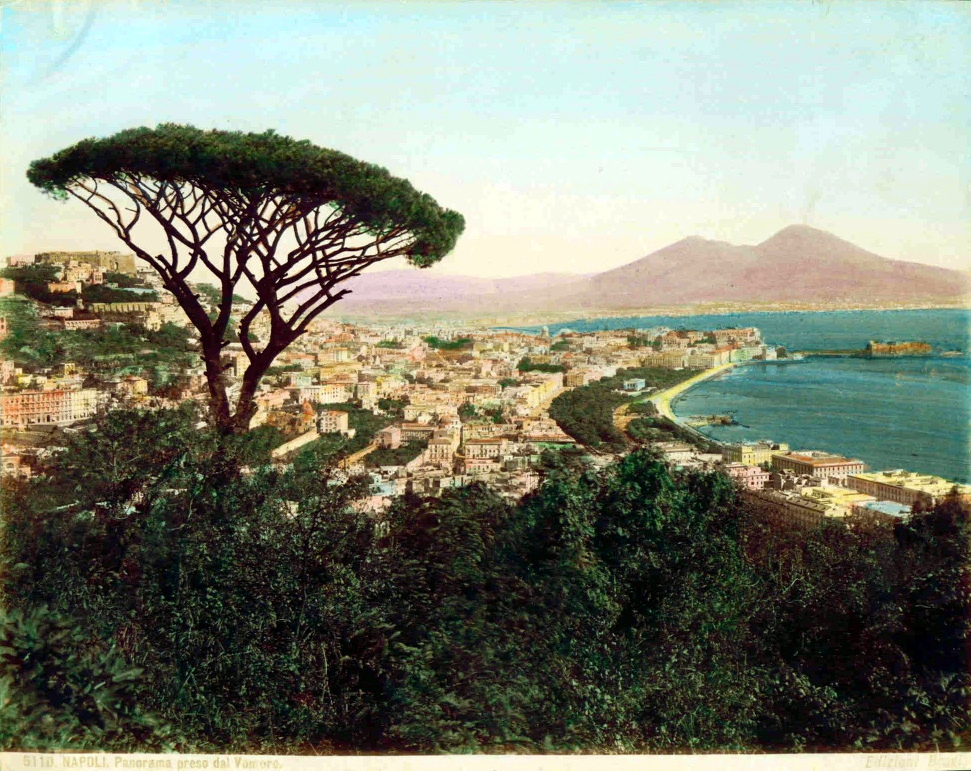
Kolorovaná fotografie Giacoma Brogiho
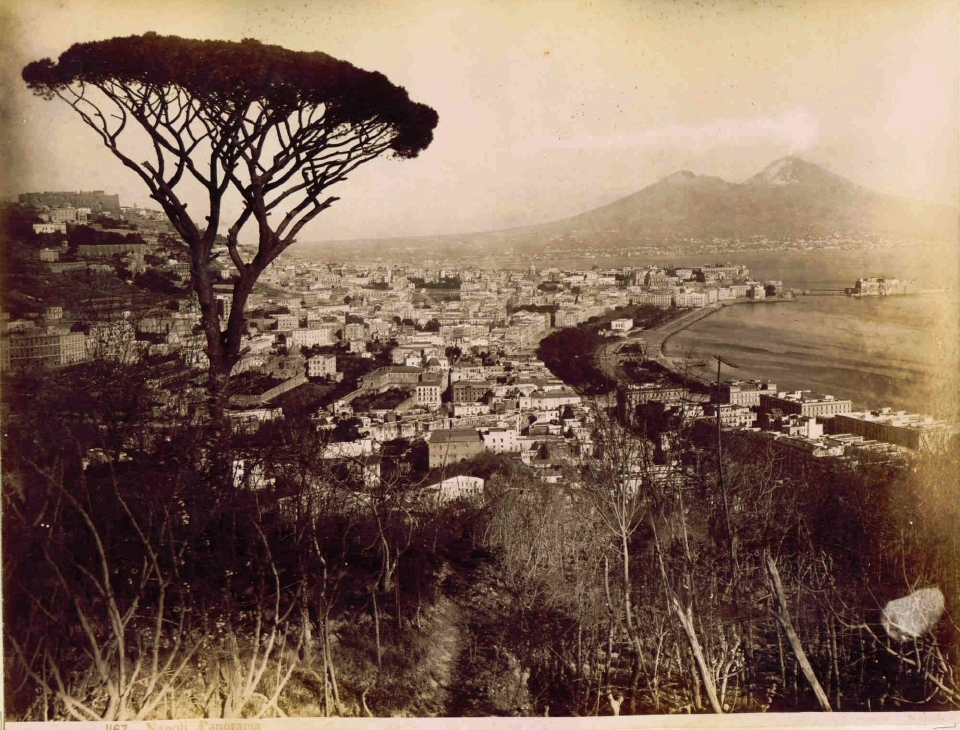
Fotografie Giorgia Sommera (1834-1914) již v Posillipu